# پل سن لوئیس ری (فیلم ۱۹۴۴)
پل سن لوئیس ری (انگلیسی: The Bridge of San Luis Rey) یک فیلم درام به کارگردانی رولند وی. لی است که در سال ۱۹۴۴ منتشر شد.
این فیلم، بازسازیِ یک فیلم قدیمی‌تر به همین نام محصول ۱۹۲۹ است.

## خلاصه داستان
در سال ۱۷۷۴، پلی صدساله که به کلیسای سن لوئیس ری در پرو منتهی می‌شد، به دره‌ای عمیق سقوط کرد و پنج نفر که در حال عبور از آن بودند را به کام مرگ فرستاد. برادر جونیپر (دونالد وودز)، یکی از راهبان کلیسا، ایمانش در اثر این حادثه ناگوار متزلزل می‌شود. او به لیما سفر می‌کند تا پاسخی برای این پرسش بیابد که چرا خداوند این پنج نفر را برای چنین مرگ خشونت‌آمیزی انتخاب کرده است.
در لیما، برادر جونیپر با شخصیت سرشناس محلی تئاتر به نام عمو پیو (آکیم تامیروف) ملاقات می‌کند و از او دربارهٔ بازیگر معروفی به نام میکائلا وییگاس (لین باری) می‌پرسد. پیو سپس داستان آشنایی خود با میکائلا و وقایع ناگواری که به حادثه تراژیک منجر شد را روایت می‌کند.

## بازیگران
- لین باری
- فرانسیس لدرر
- آکیم تامیروف
- دونالد وودز
- جوآن لورینگ
- لوئیس کالهرن
- آلا نازیمووا
- اِما دان
- آبنر بایبرمن
- بارتون هپبورن
- بلانش یورکا
- استایمی برد